# Readjuster Party
Readjuster Party var en populistisk rörelse i den amerikanska delstaten Virginia mellan 1877 och 1895. Partiets två ledande politiker, Harrison H. Riddleberger och William Mahone, lyckades bli invalda i USA:s senat i början av 1880-talet. En tredje politiker från Readjuster Party, William E. Cameron, var guvernör i Virginia 1882–1886. Partiprogrammet gick ut på att "bryta rikedomens och de existerande privilegiernas makt" och betonade vikten av allmän utbildning (public education). Partiet fick stöd från både vita och svarta väljare.